# Општина Хилозинго (Мексико)
Хилозинго (шп. Jilotzingo) општина је у Мексику у савезној држави Мексико. Општина се налази на надморској висини од 2771 м.

## Становништво
Према подацима из 2010. у општини је живело 17970 становника.

### Хронологија
| Година       | 2000                | 2005                | 2010                |
| ------------ | ------------------- | ------------------- | ------------------- |
| Становништво | 15086 (7472 / 7614) | 13825 (6818 / 7007) | 17970 (8864 / 9106) |

### Попис
| \| \| м \| \| \| ж \| \| 0—2 \| 584 \| \| \| 515 \| \| 3—5 \| 552 \| \| \| 535 \| \| 6—11 \| 1.100 \| \| \| 1.127 \| \| 12—14 \| 497 \| \| \| 458 \| \| 15—17 \| 518 \| \| \| 518 \| \| 18—24 \| 1.170 \| \| \| 1.276 \| \| 60+ \| 684 \| \| \| 682 \| \| Просек : \| 28,2 \| \| \| 28,8 \| |       |  |  |       |
| |       |  |  |       |
| | м     |  |  | ж     |
| 0—2 | 584   |  |  | 515   |
| 3—5 | 552   |  |  | 535   |
| 6—11 | 1.100 |  |  | 1.127 |
| 12—14 | 497   |  |  | 458   |
| 15—17 | 518   |  |  | 518   |
| 18—24 | 1.170 |  |  | 1.276 |
| 60+ | 684   |  |  | 682   |
| Просек : | 28,2  |  |  | 28,8  |

| #   | Индикатор                                                                                        | Вредност |
| --- | ------------------------------------------------------------------------------------------------ | -------- |
| 1   | Становништво од 0 до 2 године                                                                    | 1099     |
| 2   | Мушко становништво од 0 до 2 године                                                              | 584      |
| 3   | Женско становништво од 0 до 2 године                                                             | 515      |
| 4   | Становништво са 3 и више година                                                                  | 16858    |
| 5   | Мушко становништво са 3 и више година                                                            | 8276     |
| 6   | Женско становништво са 3 и више година                                                           | 8582     |
| 7   | Становништво са 5 и више година                                                                  | 16125    |
| 8   | Мушко становништво са 5 и више година                                                            | 7911     |
| 9   | Женско становништво са 5 и више година                                                           | 8214     |
| 10  | Становништво са 12 и више година                                                                 | 13544    |
| 11  | Мушко становништво са 12 и више година                                                           | 6624     |
| 12  | Женско становништво са 12 и више година                                                          | 6920     |
| 13  | Становништво са 15 и више година                                                                 | 12589    |
| 14  | Мушко становништво са 15 и више година                                                           | 6127     |
| 15  | Женско становништво са 15 и више година                                                          | 6462     |
| 16  | Становништво са 18 и више година                                                                 | 11553    |
| 17  | Мушко становништво са 18 и више година                                                           | 5609     |
| 18  | Женско становништво са 18 и више година                                                          | 5944     |
| 19  | Становништво од 3 до 5 година                                                                    | 1087     |
| 20  | Мушко становништво од 3 до 5 година                                                              | 552      |
| 21  | Женско становништво од 3 до 5 година                                                             | 535      |
| 22  | Становништво од 6 до 11 година                                                                   | 2227     |
| 23  | Мушко становништво од 6 до 11 година                                                             | 1100     |
| 24  | Женско становништво од 6 до 11 година                                                            | 1127     |
| 25  | Становништво од 8 до 14 година                                                                   | 2406     |
| 26  | Мушко становништво од 8 до 14 година                                                             | 1226     |
| 27  | Женско становништво од 8 до 14 година                                                            | 1180     |
| 28  | Становништво од 12 до 14 година                                                                  | 955      |
| 29  | Мушко становништво од 12 до 14 година                                                            | 497      |
| 30  | Женско становништво од 12 до 14 година                                                           | 458      |
| 31  | Становништво од 15 до 17 година                                                                  | 1036     |
| 32  | Мушко становништво од 15 до 17 година                                                            | 518      |
| 33  | Женско становништво од 15 до 17 година                                                           | 518      |
| 34  | Становништво од 18 до 24 године                                                                  | 2446     |
| 35  | Мушко становништво од 18 до 24 године                                                            | 1170     |
| 36  | Женско становништво од 18 до 24 године                                                           | 1276     |
| 37  | Женско становништво од 15 до 49 година                                                           | 5060     |
| 38  | Становништво са 60 и више година                                                                 | 1366     |
| 39  | Мушко становништво са 60 и више година                                                           | 684      |
| 40  | Женско становништво са 60 и више година                                                          | 682      |
| 41  | Однос између мушкараца и жена                                                                    | 97.34    |
| 42  | Становништво од нуле до 14 година                                                                | 5368     |
| 43  | Становништво од 15 до 64 године                                                                  | 11683    |
| 44  | Становништво од 65 година и више                                                                 | 906      |
| 45  | Просечан број деце                                                                               | 2.18     |
| 46  | Становништво рођено у ентитету                                                                   | 14311    |
| 47  | Мушко становништво рођено у ентитету                                                             | 7067     |
| 48  | Женско становништво рођено у ентитету                                                            | 7244     |
| 49  | Становништво рођено у другом ентитету                                                            | 3569     |
| 50  | Мушко становништво рођено у другом ентитету                                                      | 1749     |
| 51  | Женско становништво рођено у другом ентитету                                                     | 1820     |
| 52  | Становништво од 5 година и више резидентно у ентитету у јуну 2005. године                        | 15785    |
| 53  | Мушко становништво старосног доба од 5 година и више, резидентно у ентитету у јуну 2005. године  | 7747     |
| 54  | Женско становништво старосног доба од 5 и више година, резидентно у ентитету у јуну 2005. године | 8038     |
| 55  | Становништво од 5 година и више које је живело у другом ентитету у јуну 2005. године             | 202      |
| 56  | Мушко становништво старије од 5 година које је живело у другом ентитету у јуну 2005. године      | 92       |
| 57  | Женско становништво старије од 5 година које је живело у другом ентитету у јуну 2005. године     | 110      |
| 58  | Становништво од 3 године и више које говори аутохтони језик                                      | 146      |
| 59  | Мушко становништво старо 3 године и више које говори аутохтони језик                             | 73       |
| 60  | Женско становништво старо 3 године и више које говори аутохтони језик                            | 73       |
| 61  | Становништво од 3 године и више које говори аутохтони језик и не говори шпански језик            | 0        |
| 62  | Мушко становништво старо 3 године и више које говори аутохтони језик и не говори шпански         | 0        |
| 63  | Женско становништво старо 3 године и више које говори аутохтони језик и не говори шпански језик  | 0        |
| 64  | Становништво старо 3 године и више које говори аутохтони језик и шпански                         | 127      |
| 65  | Мушко становништво старо 3 године и више које говори аутохтони језик и шпански                   | 60       |
| 66  | Женско становништво старо 3 године и више које говори аутохтони језик и шпански                  | 67       |
| 67  | Становништво од 5 година и више које говори аутохтони језик                                      | 145      |
| 68  | Становништво од 5 година и више које говори аутохтони језик и не говори шпански језик            | 0        |
| 69  | Становништво од 5 година и више које говори аутохтони језик и говори шпански језик               | 127      |
| 70  | Становништво у домородачким домаћинствима                                                        | 436      |
| 71  | Становништво са ограничењима у активностима                                                      | 771      |
| 72  | Становништво са ограниченим ходањем или кретањем, горе или доле                                  | 404      |
| 73  | Становници са ограничењима вида, чак и уз кориштење сочива                                       | 225      |
| 74  | Становништво са ограничењима говора, комуникације или конверзације                               | 54       |
| 75  | Становништво са ограниченим слухом                                                               | 78       |
| 76  | Становништво са ограничењима при одевању, купању или јелу                                        | 21       |
| 77  | Становништво са ограничењима у опажању или учењу једноставних ствари                             | 23       |
| 78  | Становништво са менталним ограничењима                                                           | 88       |
| 79  | Становништво без ограничења активности                                                           | 16976    |
| 80  | Становништво од 3 до 5 година које не похађа школу                                               | 591      |
| 81  | Мушко становништво од 3 до 5 година које не похађа школу                                         | 295      |
| 82  | Женско становништво од 3 до 5 година које не похађа школу                                        | 296      |
| 83  | Становништво од 6 до 11 година које не похађа школу                                              | 84       |
| 84  | Мушко становништво од 6 до 11 година које не похађа школу                                        | 42       |
| 85  | Женско становништво од 6 до 11 година које не похађа школу                                       | 42       |
| 86  | Становништво од 12 до 14 година које не похађа школу                                             | 65       |
| 87  | Мушко становништво од 12 до 14 година које не похађа школу                                       | 31       |
| 88  | Женско становништво од 12 до 14 година које не похађа школу                                      | 34       |
| 89  | Становништво од 15 до 17 година похађа школу                                                     | 688      |
| 90  | Мушко становништво од 15 до 17 година похађа школу                                               | 345      |
| 91  | Женско становништво између 15 и 17 година живота у школи                                         | 343      |
| 92  | Становништво од 18 до 24 године похађа школу                                                     | 491      |
| 93  | Мушко становништво од 18 до 24 године похађа школу                                               | 225      |
| 94  | Женско становништво од 18 до 24 године похађа школу                                              | 266      |
| 95  | Становништво од 8 до 14 година које не може да чита и пише                                       | 35       |
| 96  | Мушко становништво старосног доба од 8 до 14 година које не може да чита и пише                  | 23       |
| 97  | Женско становништво старосног доби од 8 до 14 година које не може да чита и пише                 | 12       |
| 98  | Становништво од 15 година и више које је неписмено                                               | 648      |
| 99  | Мушко становништво од 15 година и више које је неписмено                                         | 249      |
| 100 | Женско становништво од 15 година и више које је неписмено                                        | 399      |
| 101 | Становништво старо 15 и више година без школовања                                                | 811      |
| 102 | Мушко становништво старо 15 и више година без школовања                                          | 337      |
| 103 | Женско становништво старо 15 и више година без школовања                                         | 474      |
| 104 | Становништво старосног доба 15 и више година са непотпуним основним образовањем                  | 1388     |
| 105 | Мушко становништво старосног доба од 15 година и више са непотпуном основним образовањем         | 631      |
| 106 | Женско становништво старосног доба 15 и више година са непотпуном основним образовањем           | 757      |
| 107 | Становништво старо 15 и више година са комплетним основним образовањем                           | 2385     |
| 108 | Мушко становништво старо 15 година и више са комплетним основним образовањем                     | 1107     |
| 109 | Женско становништво старо 15 и више година са комплетним основним образовањем                    | 1278     |
| 110 | Становништво старосног доба 15 и више година са непотпуним средњим образовањем                   | 642      |
| 111 | Мушко становништво старосног доба од 15 година и више са непотпуним средњим образовањем          | 360      |
| 112 | Женско становништво старосног доба од 15 година и више са непотпуним средњим образовањем         | 282      |
| 113 | Становништво старо 15 и више година са пуним секундарном образовањем                             | 3796     |
| 114 | Мушко становништво старосног доба од 15 година и више са пуним секундарном образовањем           | 2015     |
| 115 | Женско становништво старосног доба од 15 година и више са пуним секундарном образовањем          | 1781     |
| 116 | Становништво старије од 18 година са постосновним образовањем                                    | 3192     |
| 117 | Мушко становништво старије од 18 година са постосновним образовањем                              | 1520     |
| 118 | Женско становништво старије од 18 година са постосновним образовањем                             | 1672     |
| 119 | Просечна оцена школовања                                                                         | 8.22     |
| 120 | Просечан ниво образовања мушке популације                                                        | 8.35     |
| 121 | Просечан ниво образовања женског становништва                                                    | 8.09     |
| 122 | Економски активно становништво                                                                   | 7154     |
| 123 | Економски активна мушка популација                                                               | 4940     |
| 124 | Економски активна женска популација                                                              | 2214     |
| 125 | Становништво које није економски активно                                                         | 6336     |
| 126 | Мушко становништво које није економски активно                                                   | 1647     |
| 127 | Женско становништво које није економски активно                                                  | 4689     |
| 128 | Запослено становништво                                                                           | 6847     |
| 129 | Запослено мушко становништво                                                                     | 4689     |
| 130 | Запослено женско становништво                                                                    | 2158     |
| 131 | Незапослена популација                                                                           | 307      |
| 132 | Незапослена мушка популација                                                                     | 251      |
| 133 | Незапослена женска популација                                                                    | 56       |
| 134 | Становништво без права на здравствене услуге                                                     | 8804     |
| 135 | Становништво које има право на здравствене услуге                                                | 9104     |
| 136 | Становништво које има право на ИМСС                                                              | 4647     |
| 137 | Становништво које има право на социјално осигурање                                               | 455      |
| 138 | Становништво које има право на државно социјално осигурање                                       | 680      |
| 139 | Становништво које има право на опште осигурање или здравствено осигурање за нову генерацију      | 2828     |
| 140 | Становништво које је било једном или није било у браку током 12 година и више                    | 4504     |
| 141 | Венчано или уједињено становништво од 12 година и више                                           | 7963     |
| 142 | Становништво које је било у браку или уједињено 12 година и више                                 | 1049     |
| 143 | Становништво са католичком религијом                                                             | 15420    |
| 144 | Протестанти, еванђелисти и библијски следбеници различити од еванђелиста                         | 1297     |
| 145 | Становништво са другим религијама различитим од претходних                                       | 3        |
| 146 | Становништво без религије                                                                        | 429      |
| 147 | Укупно пописаних домаћинства                                                                     | 4271     |
| 148 | Пописна домаћинства на челу са мушкарцима                                                        | 3484     |
| 149 | Пописна домаћинства на челу са женама                                                            | 787      |
| 150 | Становништво у пописним домаћинствима                                                            | 17952    |
| 151 | Становништво у пописним домаћинствима на челу са мушкарцима                                      | 15072    |
| 152 | Становништво у пописним домаћинствима на челу са женама                                          | 2880     |
| 153 | Укупно домаћинстава                                                                              | 5129     |
| 154 | Укупно насељених домаћинстава                                                                    | 4273     |
| 155 | Укупно приватних кућа                                                                            | 5127     |
| 156 | Насељени приватни домови                                                                         | 4271     |
| 157 | Укупно насељених приватних кућа                                                                  | 4272     |
| 158 | Ненасељене приватне куће                                                                         | 284      |
| 159 | Појединачна домаћинства за привремену употребу                                                   | 572      |
| 160 | Становници у насељеним приватним кућама                                                          | 17952    |
| 161 | Насељеност станара у приватним становима                                                         | 4.2      |
| 162 | Просечно становника по соби у приватним насељеним домаћинствима                                  | 1.16     |
| 163 | Појединачна домаћинства са подовима од различитих материјала од земље                            | 4015     |
| 164 | Појединачна домаћинства у приземљу                                                               | 245      |
| 165 | Појединачна домаћинства са једном спаваћом собом                                                 | 1566     |
| 166 | Појединачна домаћинства са две спаваће собе и више                                               | 2695     |
| 167 | Појединачна домаћинства са једним собом                                                          | 315      |
| 168 | Појединачна домаћинства са две собе                                                              | 847      |
| 169 | Појединачна домаћинства са 3 собе и више                                                         | 3097     |
| 170 | Појединачна домаћинства која имају електрично светло                                             | 4229     |
| 171 | Појединачна домаћинства која немају електрично светло                                            | 35       |
| 172 | Појединачна домаћинства која имају водоводну воду у стамбеном простору                           | 4133     |
| 173 | Појединачна домаћинства која немају водоводну воду у стамбеном простору                          | 129      |
| 174 | Појединачна домаћинства која имају тоалет                                                        | 3933     |
| 175 | Појединачна домаћинства која имају канализацију                                                  | 3983     |
| 176 | Појединачна домаћинства која немају канализацију                                                 | 223      |
| 177 | Појединачна домаћинства која имају електрично светло, довод воде из јавне мреже и канализацију   | 3848     |
| 178 | Појединачна домаћинства без икаквих услова                                                       | 47       |
| 179 | Појединачна домаћинства која имају радио                                                         | 3758     |
| 180 | Појединачна домаћинства која имају телевизор                                                     | 4127     |
| 181 | Појединачна домаћинства која имају фрижидер                                                      | 2977     |
| 182 | Појединачна домаћинства која имају машину за веш                                                 | 2542     |
| 183 | Појединачна домаћинства која имају аутомобил или комби                                           | 1711     |
| 184 | Појединачна домаћинства која имају рачунар                                                       | 1028     |
| 185 | Појединачна домаћинства која имају фиксну телефонску линију                                      | 2172     |
| 186 | Појединачна домаћинства која имају мобилни телефон                                               | 2674     |
| 187 | Појединачна домаћинства која имају приступ интернету                                             | 640      |